# 1. deild 1987 (Islanda)
La 1. deild 1987 fu la 76ª edizione della massima serie del campionato di calcio islandese disputata tra il 21 maggio e il 12 settembre 1987 e conclusa con la vittoria del Valur, al suo diciannovesimo titolo.
Capocannoniere del torneo fu Petur Ormslev (Fram) con 12 reti.

## Formula
Come nella stagione precedente le squadre partecipanti furono dieci e si incontrarono in un turno di andata e ritorno per un totale di diciotto partite.
Le ultime due classificate retrocedettero in 2. deild karla.
Le squadre qualificate alle coppe europee furono tre: i campioni alla Coppa dei Campioni 1988-1989, la seconda alla Coppa UEFA 1988-1989 e i vincitori della coppa nazionale alla Coppa delle Coppe 1988-1989.

## Squadre partecipanti
| Club      | Città         | Stadio | Posizione 1986     |
| --------- | ------------- | ------ | ------------------ |
| Fram      | Reykjavík     |        | Campione d'Islanda |
| Keflavík  | Keflavík      |        | 5°                 |
| Valur     | Reykjavík     |        | 2°                 |
| KR        | Reykjavík     |        | 4°                 |
| FH        | Hafnarfjörður |        | 8°                 |
| Þór       | Akureyri      |        | 6°                 |
| ÍA        | Akranes       |        | 3°                 |
| KA        | Akureyri      |        | 2. deild           |
| Víðir     | Garður        |        | 7°                 |
| Völsungur | Húsavík       |        | 2. deild           |

## Classifica finale
|                    | Pos. | Squadra   | Pt | G  | V  | N | P  | GF | GS | DR  |
| ------------------ | ---- | --------- | -- | -- | -- | - | -- | -- | -- | --- |
| Islanda (bandiera) | 1.   | Valur     | 37 | 18 | 10 | 7 | 1  | 30 | 10 | +20 |
|                    | 2.   | Fram      | 32 | 18 | 9  | 5 | 4  | 33 | 21 | +12 |
|                    | 3.   | ÍA        | 30 | 18 | 9  | 3 | 6  | 36 | 30 | +6  |
|                    | 4.   | Þór       | 29 | 18 | 9  | 2 | 7  | 33 | 33 | 0   |
|                    | 5.   | KR        | 28 | 18 | 7  | 4 | 7  | 28 | 22 | +6  |
|                    | 6.   | KA        | 21 | 18 | 5  | 6 | 7  | 18 | 17 | -1  |
|                    | 7.   | Keflavík  | 20 | 18 | 5  | 5 | 7  | 22 | 30 | -8  |
|                    | 8.   | Völsungur | 17 | 18 | 4  | 5 | 9  | 20 | 32 | -12 |
|                    | 9.   | Víðir     | 17 | 18 | 3  | 8 | 7  | 20 | 33 | -13 |
|                    | 10.  | FH        | 16 | 18 | 4  | 4 | 10 | 22 | 34 | -12 |

Legenda:
      Campione d'Islanda e ammesso alla Coppa dei Campioni
      Ammesso alla Coppa delle Coppe
      Ammesso alla Coppa UEFA
      Retrocesso in 2. deild karla
Note:
Due punti a vittoria, uno a pareggio, zero a sconfitta.

### Verdetti
- Valur Campione d'Islanda 1987 e qualificato alla Coppa dei Campioni
- Fram qualificato alla Coppa delle Coppe
- ÍA qualificato alla Coppa UEFA
- Víðir e FH retrocesse in 2. deild karla.